# Waltraud Stollwerck
Waltraud Stollwerck (* 5. Juni 1960) ist eine deutsche Behindertensportlerin in der Disziplin Fechten.

## Werdegang
Waltraud Stollwerck ist als Schwerbehinderte (Querschnittlähmung) an den Rollstuhl gebunden. Trotzdem wollte sie Leistungssport betreiben und wählte als Sportart den Rollstuhl-Fechtsport, den sie in der Leistungsgruppe B sowohl mit den Degen als auch mit dem Florett ausübte. Sie startete für den FC TBB.
Wegen ihrer guten Leistungen wurde sie in die deutsche Behindertenfechtsport-Nationalmannschaft berufen. Sie belegte jeweils einen 1., 3. und 4. Platz bei den Weltmeisterschaften 1998 und wurde im Folgejahr mit der deutschen Degenmannschaft Europameister.
Bei den Paralympischen Sommerspielen 2000 in Sydney errangen sie und die deutsche Damenfechtmannschaft zwei Medaillen. Zunächst erreichte das deutsche Team im Degenfechten den zweiten Platz in der Besetzung Stollwerck, Silke Schwarz, Esther Weber-Kranz und Cornelia Hillinger und gewann eine Silbermedaille. Danach war sie mit den deutschen Fechterinnen auch im Mannschaftsfechten in derselben Besetzung im Florett erfolgreich. Sie wurden Dritte hinter Polen und Frankreich und errangen damit eine Bronzemedaille. Für den Gewinn dieser beiden Medaillen wurden sie vom Bundespräsidenten mit dem Silbernen Lorbeerblatt ausgezeichnet.
Stollwerck trat auch bei Wettkämpfen der Sommer-Paralympics 2004 in Athen an, kam aber maximal bis in das Viertelfinale.